# Такехара Сіндзі
Такехара Сіндзі (яп. 竹原慎二, англ. Shinji Takehara; 25 січня 1972, Футю) — японський професійний боксер, чемпіон світу за версією WBA (1995—1996) у середній вазі.

## Професіональна кар'єра
Такехара Сіндзі мав нетривалу кар'єру. Дебютувавши в 17 років на профірингу, усі бої провів в Японії. 19 грудня 1995 року вийшов на бій проти чемпіона світу за версією WBA у середній вазі Хорхе Фернандо Кастро (Аргентина) і переміг одностайним рішенням. Втратив звання чемпіона в наступному бою проти Вільяма Джоппі (США), програвши технічним нокаутом в дев'ятому раунді, після чого завершив боксерську кар'єру, тому що мало хто знав Такехару як колишнього чемпіона світу, і йому довелося шукати іншу роботу, щоб підтримувати життя.